# Аши
Аши (дзонг-кэ ཨ་ཞེ་, вайли A-zhe, лат. Ashi) — бутанский титул, буквально означающий «леди». Является приставкой к имени женщин, принадлежащих к бутанской знати, а также женщин — членов королевской семьи. Соответствует мужскому титулу Дашо (дзонг-кэ དྲག་ཤོས་, вайли drag-shos, лат.  Dasho), означающему «лорд».
Дочери короля носят титул Аши, имеют статус «принцесс» с обращением «Её королевское высочество». Супруги короля, жёны и матери бывших королей используют этот почётный титул вместе с обращением «Её величество».